# Pitons, circhi e scarpate dell'isola di Riunione
Pitons, circhi e scarpate dell'isola di Riunione è un patrimonio dell'umanità dell'UNESCO dal 2010. É situato sull'isola de La Riunione, nel dipartimento d'oltremare francese a sud-ovest dell'Oceano Indiano. La superficie corrisponde a un po' più del 40% della superficie dell'isola e ricopre la zona centrale del parco nazionale della Riunione oltre che La Grande Chaloupe, il Piton d'Anchaing, la forêt de Mare Longue e La Chapelle de Cilaos. 

## Cuore del parco nazionale dell'isola di Riunione, patrimonio mondiale dell'umanità
Il cuore del parco nazionale della Riunione è il 35° sito francese iscritto nel patrimonio mondiale dell'umanità e il 3° nella categoria dei beni naturali. É situato sull'isola de La Riunione, a 800 km dalle coste del Madagascar e a 200 km a nord del tropico del Capricorno.
La posizione del sito non è esattamente modellata sul perimetro del cuore del parco nazionale. Il Picco Anchaing e il massiccio sienite di La Chapelle sono stati inclusi nel sito per le loro particolarità geologiche.. Il bene è classificato secondo i criteri (vii) e (x). Non sono stati invece riconosciuti i criteri culturali relativi alla schiavitù.

## Siti

### I due vulcani dell'isola
L'isola raggruppa due vulcani di epoca differente:
- il piton des Neiges, creato da diversi episodi vulcanici consecutivi e sovrapposti, culmina a 3070 metri. È inattivo da 12 000 anni ed è all'origine della creazione dei tre circhi (Mafate, Salazie e Cilaos).

- il secondo vulcano, il piton de la Fournaise, è regolarmente attivo. È uno dei vulcani più attivi del pianeta (ultima eruzione fino ad oggi, 25 ottobre 2019). Culmina a 2631 metri di quota e il suo cratere è infatti solo la parte visibile dell'edificio: il camino vulcanico del Piton de la Fournaise supera infatti i 6000 metri dal fondo dell'oceano. Secondo il dossier presentato durante la 34ª sessione del World Heritage Committee è un vero e proprio "libro sulla storia della terra". La presenza di due massicci vulcanici su un terreno di ridotte dimensioni è considerata una ricchezza rara e consentirà una lettura inedita della storia dei paesaggi vulcanici.

### Tre circhi
Ciascuno dei tre "circhi" presenta un rilievo particolare. Solo Mafate fa parte, nella sua interezza, del perimetro definito nel sito patrimonio mondiale dell'umanità. Cilaos e Salazie, ritenuti troppo danneggiati dall'attività umana, sono stati declassati nella zona cuscinetto su richiesta della IUCN, che ha valutato la nomina nel 2008. Mafate è caratterizzato dalla presenza di grandi dorsali vertiginose allineate da monte a valle. Il "circo" di Cilaos è scavato a sud-ovest del Piton des Neiges e, nella sua parte più alta, ripara diversi altopiani dove si sono sviluppati centri abitati. Le piogge torrenziali nella regione di Salazie alimentano così innumerevoli cascate a lato dei bastioni verticali e offrono uno spettacolo grandioso. Secondo l'UNESCO, "tutte le cime, i circhi e i bastioni creano un paesaggio spettacolare e contribuiscono in modo significativo alla conservazione della biodiversità terrestre" cosa che ha giustificato la decisione del comitato dell'UNESCO di considerare l'isola della Riunione come parte di un eccezionale patrimonio naturale.
Due strade principali permettono di raggiungere il cuore dei circhi di Salazie e Cilaos; la seconda è soprannominata la strada con 400 curve. Per Mafate, l'accesso naturale è dal distretto di Rivière des Galets: si tratta di una pista di 10 km, che richiede l'uso di un 4X4 per raggiungere Deux Bras da dove si continua a piedi prendendo un sentiero. Diversamente, quest'ultimo circo è accessibile, sempre attraverso sentieri, dai punti alti che sono il Maïdo, Dos d'Âne, il Col du Taïbit (da Cilaos) e il Col des Bœufs (da Salazie).

#### Scarpate
Il termine “rempart” (bastione) è una particolarità dell'isola di Riunione. Come le costruzioni umane, designa le pareti vertiginose, di varie epoche e origini, che segnano potentemente il rilievo in grandi linee guida. I principali bastioni sono::
- Rempart des Sables;
- Rempart de la Rivière de l'Est;
- Rempart du Tremblet;
- Rempart de Bellecombe;
- Grandes Pentes;
- Cap Anglais;
- Rempart de Bois Blanc;
- Rempart de Mahavel.

### Pandanaie della Plaine des Palmistes
Le pandanaie di media quota della Plaine-des-Palmistes, dette pandanaie des Hauts de l'Est, situate sia al di fuori dei confini del Parco nazionale della Riunione sono state integrate nella proprietà del patrimonio globale su richiesta degli esperti IUCN. Ricoprono oltre 170 ettari, una ricchezza di grande importanza dal punto di vista della biodiversità.

### Foresta semi secca della Grande Chaloupe
La feresta semi secca dell'isola della Riunione è costituita da numerose specie endemiche, sopravvive solo sull'1% della sua superficie originaria su pochi lembi di vegetazione sporadica, a rischio di scomparire, e con essa un frammento della biodiversità della Terra. Le "reliquie" rimangono in particolare intorno alla Grande Chaloupe, negli anfratti tra La Possession e il villaggio di Saint-Bernard. Il Coastal Conservatory, grazie a fondi europei e con l'aiuto di siti volontari, coltiva e reintroduce migliaia di piante al fine di ricreare un "continuum" ecologico e combattere la proliferazione di specie aliene invasive.